# Velika Planina (sat)
Velika Planina este o localitate din comuna Kamnik, Slovenia, cu o populație de 4 locuitori.